# Vardø Lufthavn, Svartnes
Vardø Lufthavn Svartnes (IATA : VAWICAO : ENSS) i Vardø i Norge ejes og drives af Avinor AS.
Norges østligste lufthavn, blev først oprettet af det norske forsvar som feldtflyplads lige før 2. verdenskrig. I efteråret 1943 blev den forlænget tyskerne, for at stationere flystyrker her til forsvar for deres transporter i Barentshavet.
Lufthavnen var i lang tid rent militær, men var i midten af 1980'erne relateret til den regionale lufthavn netværk, og er nu en civil lufthavn.
Det er en debat om at nedlægge Svartnes og forbedre vejen til Vadsø Lufthavn (67 km veiafstand).

## Historie
Svartnes blev bygget af Luftwaffe under den tyske besættelse af Norge under 2. verdenskrig. Wehrmacht var afhængig af forsyninger til Kirkenes, som måtte sendes forbi Varangerhalvøen. Konvojerne var mål for sovjetiske bombefly, som var stationeret på Kolahalvøen. Oprindeligt blev konvojerne beskyttet af den tyske Jagdgeschwader 5 baseret i Alta Lufthavn. Med et voksende antal raids besluttede Luftwaffe at bygge to flyvepladser på Varangerhalvøen, Berlevåg og Vardø lufthavn. Den 12. juli 1943 blev flyvepladsen angrebet af 8 sovjetiske Iljusjin Il-2 midt under byggeriet, men alle angribende fly blev skudt ned. Under resten af krigen fortsatte sovjetiske fly med at angribe flyvebasen.
Flyvepladsen blev færdig i efteråret 1943, og der blev stationeret en afdeling med jagerfly fra Jagdgeschwader 5 der, blandt andet fly af typen Focke-Wulf Fw 190. Landingsbanen var 1000 meter lang, dækket af planker således, at den skulle være let at reparere i tilfælde af bombeangreb. Wehrmacht havde opretter et fængsel for sovjetiske krigsfanger på flyvepladsen. Flyvepladsen var i drift frem til tyskerne trak sig ud af Finnmark i 1944.
Træværket fra rullebanen blev senere brugt af lokalbefolkningen som byggemateriale til genopbyggingen af bygden. Forsvaret etablerede sig i Vardø i midten af 1950-erne. Flyvepladsen blev renoveret, og der blev bygget en terminal bestående af to enkle barakker, den ene blev anvendt som passagerterminal og den anden som flytårn, bestående af et glastilsætning på taget. Den 1.100 meter lange grusbane blev udstyret med bærbare rullebanelys. Luftforsvaret betjente flyvepladsen med Twin Otter og Shorts Skyvan for at transportere militært personel.

### Planlægning
Varangfly-direktør Odd Bentzen lancerede i 1964 idéen om at bruge flyvepladsområdet som civil lufthavn. Efter et besøg på Island foreslog han at bygge en række enkle flyvepladser med kort rullebane i Finnmark, som kunne bruges af flyselskabets luftambulancetjeneste. I 1966 fremsatte flere af de større flyveselskaber, blandt andre SAS, Braathens SAFE og Widerøe, et forslag om at etablere et netværk af kortbaneflyvepladser; hvor Vardø var én af 6 mulige flyvepladser i Finnmark. Et udvalg nedsat af fylkeskommunen anbefalede i 1966, at der burde bygges 6 kortbaneflyvepladser i Finnmark, hvoraf den ene i Vardø.
Norving (tidligere Varangfly) begyndte at flyve taxiflyvninger til den gamle militærflyplads i 1970 med sine nye 8-sæders Britten-Norman Islander. Desuden blev den brugt av ambulancefly for at transportere patienter til Kirkenes sykehus. Norving fik koncession på at flyve flytaxirute fra Vardø til Kirkenes Lufthavn, Høybuktmoen og Båtsfjord lufthavn fra slutningen af 1970-erne.

### I drift som lufthavn
Bygningen af en ny terminalbygning og opgradering af flyvepladsen til kortbanelufthavn startede i 1984. I februar 1987 fik Vardø Kommune koncession til drive kortbanelufthavn. Investeringen skulle koste 11,4 millioner kroner, hvoraf 10 millioner skulle finansieres ved et lån og resten ved tilskud fra staten og fylkeskommunen. Sidstnævnte var også ansvarlig for at dække driftsunderskuddet. Den opgraderede lufthavn åbnede den 6. april 1987. De første to måneder fortsatte Norving sin flytaxirute til flyvepladsen, men fra 1. juni blev der indført en normal rutetrafik. Widerøe overtog koncessionen i 1991 med Twin Otter. Widerøe begyndte at bruge Dash 8 på sine Finnmarksruter i 1995. Flyvepladsen blev overtaget af staten og Luftfartsverket (senere Avinor) 1. januar 1997.)

## Destinationer
|       | Flyselskab | Destinationer                                                  |
| ----- | ---------- | -------------------------------------------------------------- |
| Norge | Widerøe    | Alta, Berlevåg, Båtsfjord, Hammerfest, Kirkenes, Tromsø, Vadsø |